# Linzi Glass
Linzi Glass, född 1958 i Johannesburg, är en sydafrikansk författare av ungdomsböcker, född i Johannesburg, som numera bor i USA. Hon har en dotter.